# Carl Skottsberg

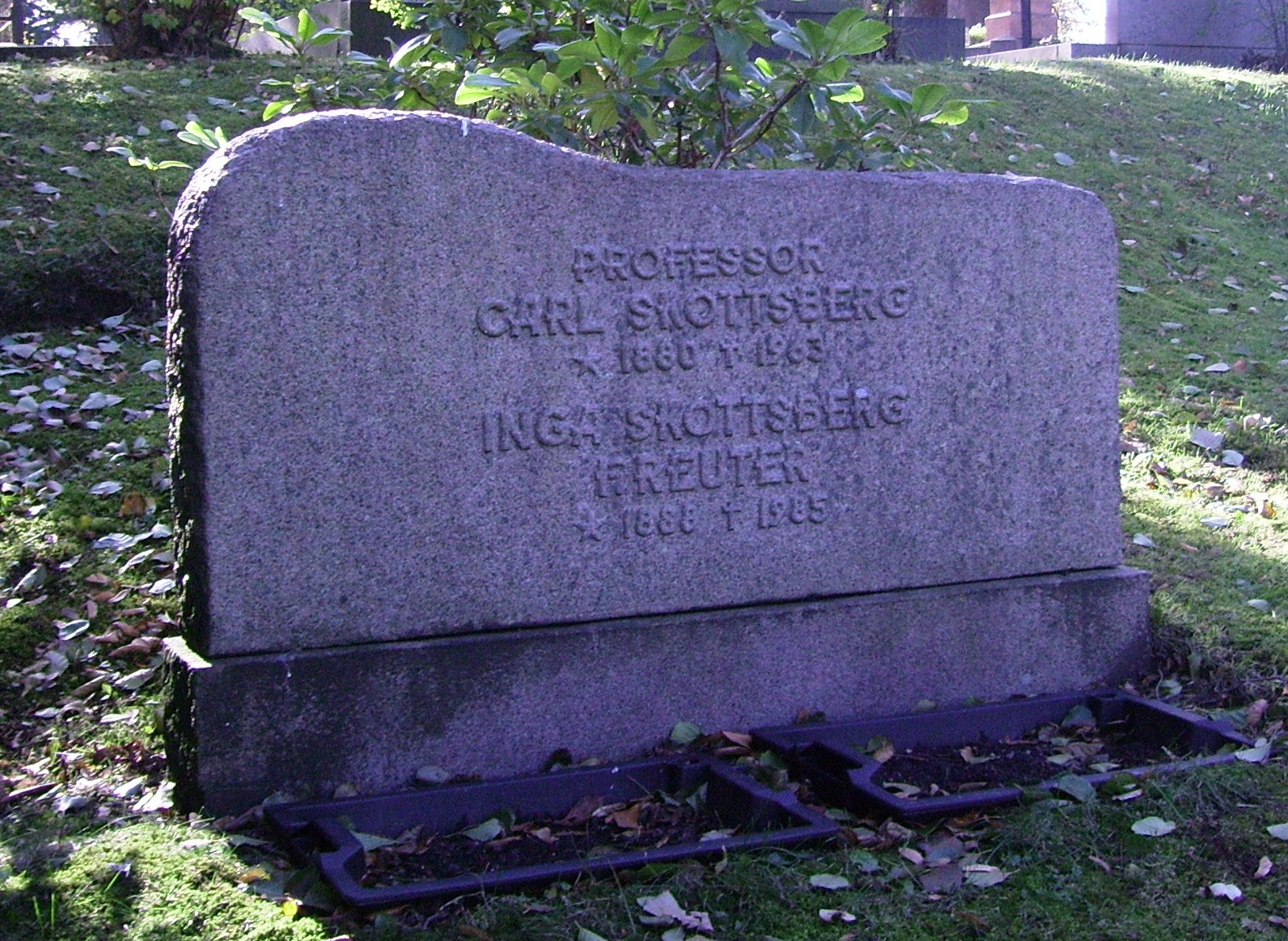
Carl Skottsbergs gravvård på Östra kyrkogården, Göteborg.

Carl Johan Fredrik Skottsberg, född 1 december 1880 i Karlshamn, död 14 juni 1963 i Göteborg, var en svensk botaniker,  forskningsresande och konstnär. 

## Biografi
Skottsberg blev student vid Uppsala universitet 1898 och filosofie doktor samt docent i botanik där 1907. Han var konservator vid universitetets botaniska museum 1909–1914. Skottsberg fick 1915 uppdraget att leda anläggningen av den nya Botaniska trädgården i Göteborg, där han 1919–1948 var föreståndare med professors titel. Han företog en forskningsfärd till Ösel 1899 och deltog som botaniker i den Första svenska Antarktisexpeditionen med Antarctic 1901–1903. Han ledde därefter Magalhãesexpeditionen 1907–1909, där Thore Halle, Albert Pagels och Percy Quensel deltog; de trakter som företrädesvis undersöktes var Falklandsöarna, Eldslandet, Patagonien och Juan Fernández-öarna. Resultaten trycktes i Vetenskapsakademiens handlingar under titeln Botanische Ergebnisse der schwedischen Expedition nach Patagonien und dem Feuerlande (I, 1910; IX, 1922). Av hans övriga längre studieresor kan nämnas Kanada och Kalifornien 1913, Chile, Juan Fernández och Påskön 1916–1917 och Hawaii 1922. Han invaldes som ledamot av Vetenskapsakademien 1931.
Sina resultat och rika samlingar från resorna bearbetade han i skrifter, mest av algologiskt, fanerogamsystematiskt och i synnerhet växtgeografiskt innehåll, bland dem Zur Kenntnis der subantarktischen und antarktischen Meeresalgen (1907, gradualavhandling), Die wichtigsten Pflanzenformationen Südamerikas (1910), The Vegetation in South Georgia (1912), Vegetationsverhältnisse des Grahamlandes (1912), A Botanical Survey of the Falkland Islands (1913) och Studien über die Vegetation der Juan Fernandez Inseln (1914). 
I andra arbeten behandlade han blombiologi och morfologi, till exempel i Morphologische und embryologische Studien über die Myzodendraceen (1913). Han tog som föreläsare även verksam del i folkbildningsarbetet. Jämte Rutger Sernander utgav han en handledning i botanikens studium (1914). De sydamerikanska resorna skildrade han även i populära resebeskrivningar, nämligen Antarctic (1904, tillsammans med Otto Nordenskjöld och Johan Gunnar Andersson), Båtfärder och vildmarksridter (1909) och The Wilds of Patagonia (1911). Bland senare publikationer märks Göteborgs botaniska trädgård. Kort handledning (1919), Handledning för besökare av naturparken (1920) och Kungl. Svenska Vetenskapsakademien. Personförteckningar 1916–1955 (1957). 
Skottsberg skrev även boken Till Robinson-ön och världens ände (1918) om resan till Juan Fernández-öarna och Påskön.  Denna resa togs upp av Joakim Langer och Johan Tell i boken Robinsonön  – den sanna berättelsen om svensken som räddade Robinson Crusoes ö (2003).
Efter honom har mossläktet Skottsbergia fått sitt namn och även svampsläktet Skottsbergiella. Skottsberg mottog Göteborgs stads förtjänsttecken den 31 december 1948.
Hans konst består av landskapsskildringar från Antarktis och andra trakter han besökt under sina resor utförda i akvarell samt illustrationer i blyerts och tusch.
Carl Skottsberg var son till rektor Carl Adolf Skottsberg och Maria Lovisa Pfeiffer samt från 1909 gift med Inga Reuter (1888–1985), som var dotter till professor Jonatan Reuter. Dottern Brita Skottsberg (1910–1993) var gift med Sven Åhman, redaktör och mångårig korrespondent för Dagens Nyheter i USA. Skottsberg var vidare bror till konstnären Lydia Skottsberg.